# Kayke Rodrigues
Kayke Moreno de Andrade Rodrigues, conosciuto come Kayke (Brasilia, 1º aprile 1988), è un calciatore brasiliano, attaccante del Figueirense.

## Carriera

### Club
Kayke iniziò a giocare a calcio nelle giovanili del Flamengo e fu promosso in prima squadra nel 2007, assieme a calciatori come Bruno Mezenga, Paulo Sérgio, Thiago Sales e Vinicius Colombiano. In quella stagione giocò quattro partite, venendo schierato in un'occasione da Ney Franco ed in altre tre da Joel Santana.
Nel 2008 non ebbe spazio in prima squadra e il Flamengo lo cedette in prestito alla Brasiliense, in Série B. Al termine della stagione, concluso il suo periodo in prestito, tornò al Flamengo. Partecipò così, con la formazione giovanile, alla Coppa Otávio Pinto Guimarães, contribuendo ai successi del club nelle prime due gare. Nel 2009, fu ceduto in prestito al Macaé.
Rientrato ancora una volta dal prestito, Kayke non fu utilizzato dal Flamengo e, alla scadenza del suo contratto, si legò al Villa Nova, militante nella seconda divisione del campionato brasiliano 2009.
Nel 2010, il brasiliano si trasferì in Europa e si accordò con gli svedesi dell'Häcken, squadra della Allsvenskan. Esordì il 10 aprile dello stesso anno, sostituendo Jonas Henriksson a pochi minuti dal termine della sfida contro l'Åtvidaberg. Il 12 luglio 2010, fu reso noto il suo passaggio al Tromsø. Debuttò nella nuova squadra l'8 agosto, nella sconfitta per due a zero in casa dell'Aalesund (il sudamericano subentrò a Mohammed Ahamed). Circa due settimane dopo, arrivarono le prime due reti per il club norvegese: realizzò infatti una doppietta ai danni dell'Odd Grenland, contribuendo al successo per tre a uno.
Il 29 gennaio 2011 fu ufficializzato il suo passaggio in prestito dal Villa Nova all'Aalborg.

## Palmarès

### Club

#### Competizioni nazionali
- Coppa del Brasile: 1

Flamengo: 2006

#### Competizioni statali
- Campionato Carioca: 2

Flamengo: 2007, 2008
- Taça Guanabara: 2

Flamengo: 2007, 2008
- Campionato Brasiliense: 1

Brasiliense: 2008
- Campionato Goiano: 1

Atlético Goianiense: 2014
- Campionato Pernambucano: 1

Sport Recife: 2023